# Дік Фосбері
Річард Дуглас Фосбері (англ. Richard Douglas "Dick" Fosbury; 6 березня 1947 — 12 березня 2023) — американський легкоатлет, золотий медаліст Олімпійських ігор у Мехіко 1968 року, винахідник нового способу стрибків у висоту спиною вперед, який зараз відомий під назвою фосбері-флоп, або просто флоп.

## Біографія

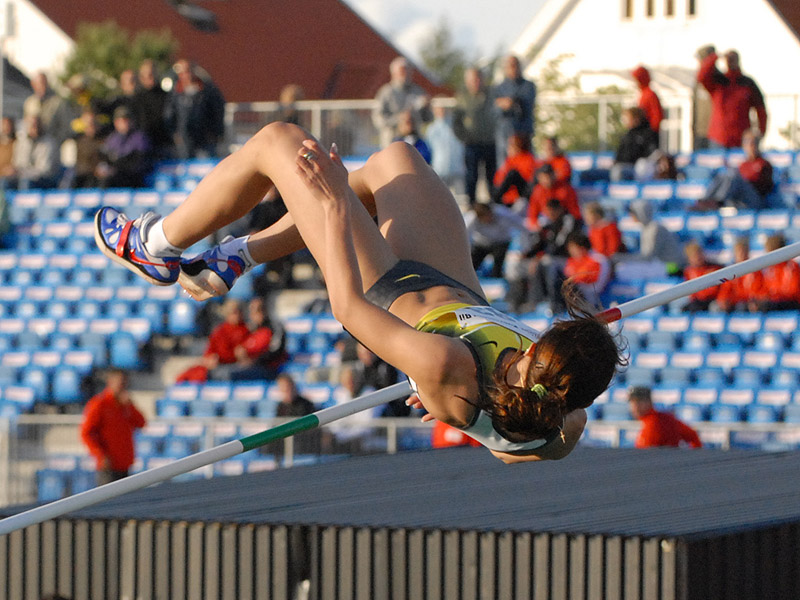
Олена Слесаренко виконує фосбері-флоп

Завдяки революційній техніці стрибків у висоту спиною вперед виграв золоту медаль з стрибків у висоту на Олімпійських ігор у Мехіко 1968 року. Двічі вигравав змагання національної асоціації студентського спорту у 1968  та 1969 році. Після завершення спортивної кар'єри працював інженером-будівельником в Сан-Валлі (Айдахо)